# Nyugat-Ausztrália zászlaja
Az 1830-as években lett a fekete hattyú (Cygnus atratus) a gyarmat emblémája (Swan River Colony néven, azaz „Hattyú-folyó Gyarmat”-ként is emlegették.)
Az őslakosok hagyománya szerint Nyugat-Ausztráliában élő bibbulman törzs egyik ágának az ősei eredetileg fekete hattyúk voltak, amelyek emberré változtak. Azon a jelvényen, amelyet 1875. november 27-én vezettek be, már megjelent a fekete hattyú a sárga körben, de a repülőrész felé nézett; 1953-ban megfordították.

Egy új zászlójavaslat, amelyet néha a közösségben használnak.